# Boldklubben af 1893
A Boldklubben af 1893 egy dán labdarúgócsapat. A klubot 1893-ban alapították, székhelye a főváros, Koppenhága. Jelenleg a harmadosztályban szerepel.

## Jelenlegi keret
| #  |     | Poszt | Név                |
| -- | --- | ----- | ------------------ |
| 20 | DNK | K     | Jacob Thomsen      |
| 19 | DNK | K     | Heine Lysemose     |
| 4  | DNK | V     | Emil Farver        |
| 17 | DNK | V     | Martin Heisterberg |
| 3  | DNK | V     | Mark Strom         |
| 26 | DNK | V     | Rang Shawkat       |
| 18 | DNK | V     | Casper Abildgaard  |
| 6  | DNK | V     | Wissam Nielsen     |
| 7  | DNK | KP    | Dragan Bakovic     |
| 8  | DNK | KP    | Emil Dyre          |
| 21 | DNK | KP    | Mads Heisterberg   |

| #  |     | Poszt | Név              |
| -- | --- | ----- | ---------------- |
| 2  | DNK | KP    | Mads Idenfeldt   |
| 22 | DNK | KP    | Mikkel London    |
| 5  | DNK | KP    | Venhar Sabani    |
| 15 | DNK | KP    | Bashkim Ziberi   |
| 14 | DNK | KP    | Thomas Hoegh     |
| 10 | DNK | CS    | Geert Baunsgaard |
| 11 | DNK | CS    | Benjamin Lee     |
| 12 | DNK | CS    | Jan Isaksen      |
| 24 | DNK | CS    | Bashkim Kadrii   |
| 16 | DNK | CS    | Olcay Senoglu    |
| 9  | DNK | CS    | Henrik Olsen     |
| 23 | DNK | CS    | Daniel Lindsten  |

## Ismertebb játékosok
- Mirko Selak
- Christopher Sullivan
- JJan Hoffmann
- Michael Jakobsen
- Daniel Jensen
- Niclas Jensen
- Per Krøldrup
- Magnus Troest
- Jonas Troest
- Mathias "Zanka" Jørgensen
- Nicklas Bendtner

## Külső hivatkozások
- Hivatalos weboldal (dánul)